# London Road Stadium
Das London Road Stadium ist ein Fußballstadion in der englischen Stadt Peterborough, Cambridgeshire, Vereinigtes Königreich. Die 1913 eröffnete Spielstätte ist Heimat des Fußballclubs Peterborough United und war bis Januar 2010 zudem dessen Eigentum. Heute besteht das Sitzplatzstadion mit 15.314 Plätzen aus den zwei Tribünen (BGL South Family Stand South Family Stand und Main North Stand) längs des Spielfeldes. Hinter den Toren liegen die Weston Homes London Road Terrace und der Motorpoint Stand. 

## Name
Im November 2014 erhielt das London Road Stadium den Sponsornamen ABAX Stadium nach einem norwegischen Unternehmen für Flottenmanagement und Fahrzeugortung, das für den Vertrag über fünf Jahre eine Summe von 500.000 £ zahlte. Anfang Juni 2019 unterzeichnete man einen neuen Vertrag mit einem Unternehmen. Das Hausbauunternehmen Weston Homes Plc vereinbarte mit dem Club einen Vertrag in Höhe von zwei Mio. £ über eine Laufzeit zehn Jahren. Die Umbenennung in Weston Homes Stadium trat zum 1. Juni 2019 in Kraft. Weston Homes baut gegenwärtig über 350 Wohnungen neben dem Stadion.

## Geschichte
Der Bau startete 1913 und wurde im gleichen Jahr fertiggestellt. Nachdem die Spielstätte von der Gründung 1923 bis zur Auflösung 1932 von Peterborough & Fletton United genutzt wurde, pachtete der neue Fußballverein Peterborough United 1934 die Anlage von der Stadt. Damals bestand die Spielstätte aus einer Holztribüne mit 250 Plätzen und Erdwällen hinter den Toren.
Hinter den Toren liegen die Weston Homes London Road Terrace und der Motorpoint Stand. Die Südtribüne wurde Mitte der 1990er Jahre für 1,4 Mio. £ errichtet. An den beiden Rängen hinter den Toren gab es seit den 1950er Jahren nur wenige Veränderungen, bis sie in den 1990er Jahren neu überdacht wurden und für die Sicherheit mit zusätzlichen Wellenbrechern versehen wurden. Die Nordtribüne wurde nach dem Aufstieg von Peterborough United in die Football League First Division im Jahr 1992 umgestaltet. Die Tribüne wurde mit Sitzplätzen bestückt, da das Stadion nach dem Taylor Report zu wenige Sitze für die First Division hatte.
Im Januar 2010 kaufte das Peterborough City Council dem Verein das Stadion für 8 Mio. £ ab. Im September 2012 einigten sich Peterborough United und die Stadt über eine Renovierung bzw. Ausbau der London Road. Die Stadt stimmte dem Ausbau der Spielstätte auf 19.000 Plätze zu. Darüber hinaus trägt die Stadt Peterborough die entgangenen Zuschauereinnahmen während des Umbaus. Die Baumaßnahmen sollten noch Ende 2012 starten und zu Beginn der Saison 2013/14 abgeschlossen sein.

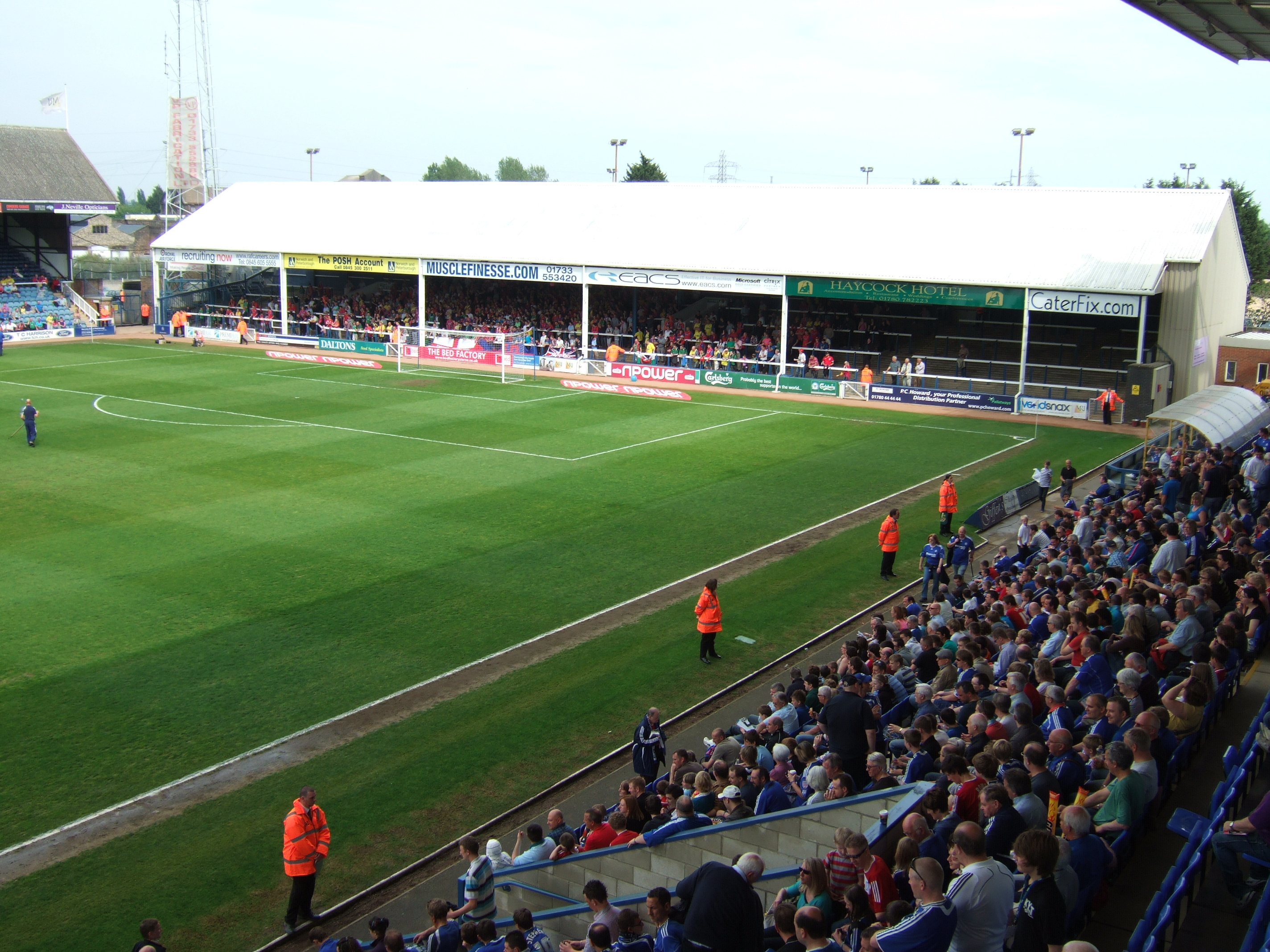
Die alte Moyes End Terrace im Mai 2011

Das Peterborough City Council stimmte im August 2013 Plänen zum Neubau des alten Stehplatzranges Moyes End Terrace zu. Die Stadt und der Club handelten einen neuen Mietvertrag über 25 Jahre aus. Die Miete sank von 500.000 auf 300.000 Pfund pro Jahr, erhöhte sich jedoch mit Fertigstellung des neuen Rangs am Moyes End wieder auf 380.000 £. Um weitere 50.000 £ stieg der Mietpreis, als ein zweiter Tribünenneubau (London Road Terrace zur reinen Sitzplatztribüne) zur Verfügung steht. Mitte Oktober 2013 wurden die Verträge zum Bau einer neuen Sitzplatztribüne von der Stadt und dem Club unterschrieben. Das Projekt mit einem finanziellen Volumen von fünf Millionen Pfund umfasst den Bau einer neuen Sitzplatztribüne und eines MINT-Bildungszentrums.
Anfang Dezember 2013 rückten die Baumaschinen an und rissen Moyes End ab. Die Errichtung ging planmäßig voran und am 20. März 2014 wurde der erste Stahlträger verbaut.
Mit der Montage der Tribünensitze wurde im September 2014 begonnen. Neben blauen Kunststoffsitzen wurden weiße Sitze installiert. Sie stellen das Gründungsjahr von Peterborough United, 1934, dar. Die Eröffnung legte der Verein auf den 22. November 2014 mit der Partie gegen Swindon Town fest. Der neue Sitzplatzrang bietet knapp über 2.600 Plätze und trägt den Sponsorennamen Motorpoint Stand.

## Zuschauerschnitt und Besucherrekord
Der Zuschauerrekord wurde am 20. Februar 1965 im FA-Cup-Spiel Peterborough United gegen Swansea City aufgestellt. Die Partie der 5. Runde wurde von 30.096 Besuchern verfolgt.
- 2011/12: 9.111 (Football League Championship)
- 2012/13: 8.215 (Football League Championship)
- 2013/14: 6.340 (Football League One)
- 2014/15: 6.227 (Football League One)
- 2015/16: 5.447 (Football League One)
- 2016/17: 5.581 (EFL League One)
- 2017/18: 5.669 (EFL League One)
- 2018/19: 7.365 (EFL League One)

## Tribünen
- Main North Stand – Nord, Haupttribüne
- BGL South Family Stand – Süd, Gegentribüne
- Weston Homes London Road Terrace – West, Hintertortribüne
- Motorpoint Stand – Ost, Hintertortribüne, Rollstuhlplätze[14]